# Porte-conteneurs
Un porte-conteneurs ou porte-conteneur est un navire de charge destiné au transport de conteneurs à l'exclusion de tout autre type de conditionnement de marchandises. Apparu dans les années 1970, le porte-conteneurs est maintenant le principal mode de fret maritime dans les ports de commerce. Il fait partie intégrante du commerce mondial. La taille sans cesse croissante de ces navires crée de nombreux problèmes architecturaux et portuaires. Les armateurs cherchent aussi à diminuer l'empreinte carbone et écologique de leurs navires par divers moyens (biocarburants, agrocarburants, voiles, logiciels d'optimisation des trajets en fonction du courant et du vent, nouvelles motorisation (projet de méga-porte-containeurs à propulsion nucléaire a été présenté en 2025 en Corée du Sud).

## Terminologie
Le mot « porte-conteneurs » est une traduction directe de l'anglais container carrier, qui est devenu plus tard container ship. Il existait l'appellation « navires porte-cadres » dans les années 1960, maintenant désuète. Ils sont souvent abrégés en PC, et surnommés « porte-boîtes ».
Dans le transport maritime, on trouve les abréviations UCC pour Universal Container Carrier (porte-conteneurs universel, les plus courants) et FCC pour Fully Cellular Containership (porte-conteneurs à cellules, utilisées pour guider les conteneurs lors du chargement ; cas des plus grands).

## Histoire
Le développement des porte-conteneurs est récent : pendant longtemps le transport de produits divers s'est fait à l'aide de cargos. Les années 1970 ont vu le développement des échanges commerciaux entre les différents continents. Les porte-conteneurs ont répondu à ce besoin de transport en offrant une modularité et une flexibilité importantes, notamment avec l'automatisation des moyens de levage dans les ports.

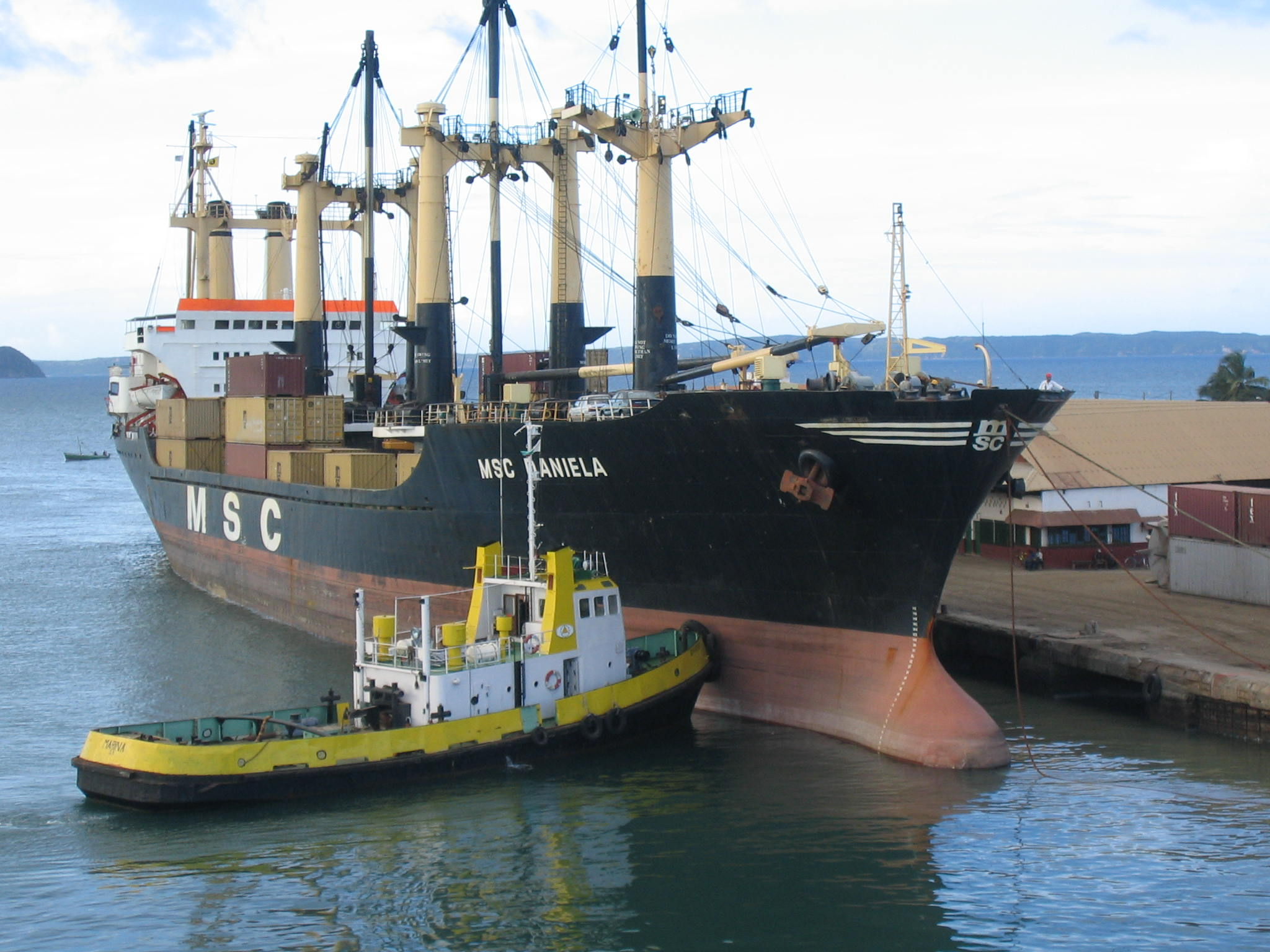
MSC Daniela (ancien type de 1972)

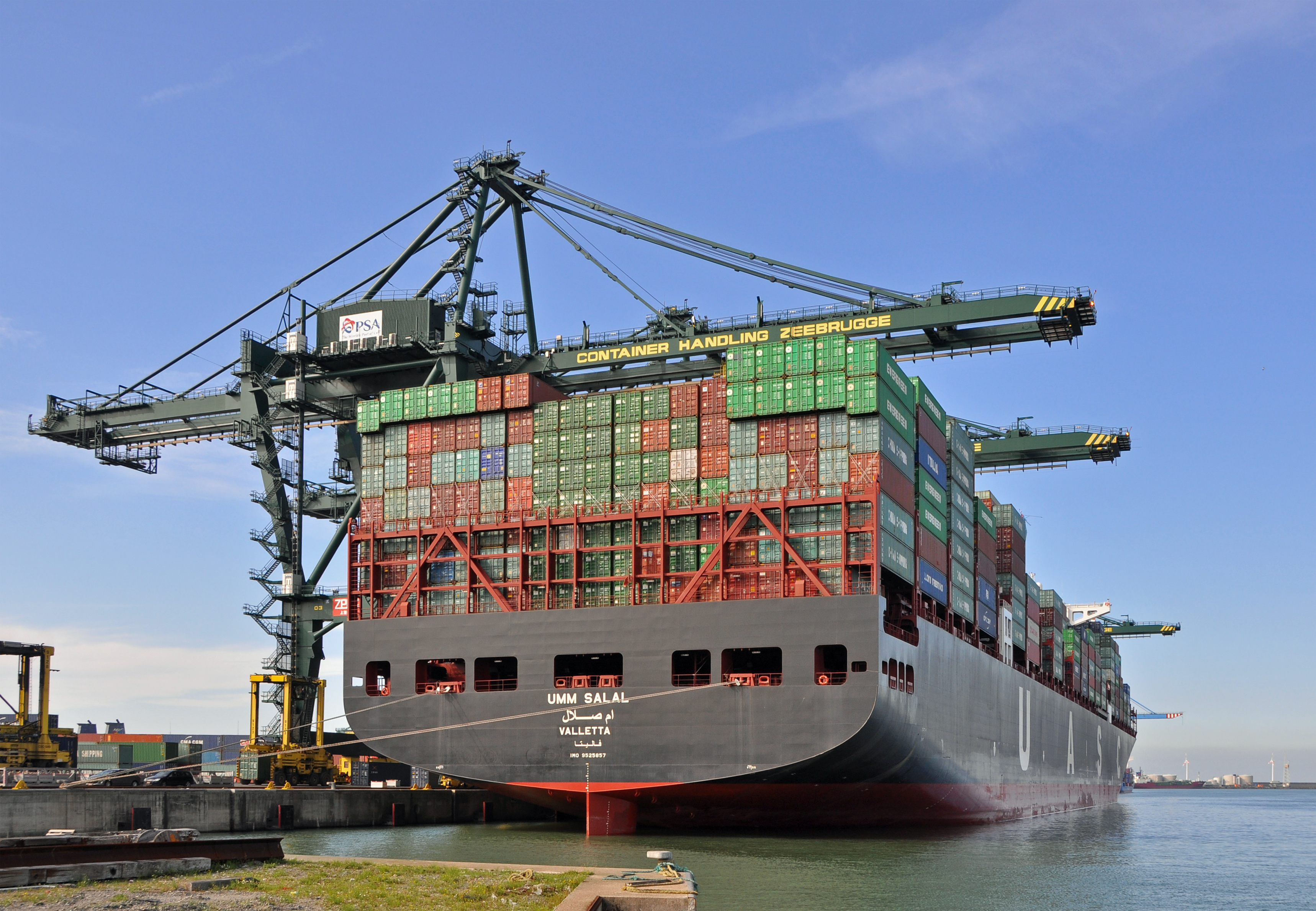
L’Umm Salal de l'United Arab Shipping Company, un porte-conteneurs récent (2011) d'une capacité de chargement de 13470 EVP

Le conteneur naît en 1956 aux États-Unis avec le pétrolier reconstruit Ideal X de la Pan-Atlantic Steamship, quand le transporteur McLean Trucking Co. commence à expédier des remorques de camions sans leur châssis entre New-York et Houston. En tant que chauffeur, il lui arrive de s'impatienter dans les ports quand il livre ou vient chercher des marchandises. Il lui vient alors l'idée de réunir les colis, jusqu'ici manutentionnés un par un, dans une boîte qui passerait directement du navire au camion. Pour éviter les réglementations différentes selon les États lors du transport Nord-Sud des États-Unis, le transporteur décide de passer par la mer, invente le conteneur et acquiert une compagnie maritime. En 1960, Mac Lean crée la société d'armement Sealand Corporation (sea-land) pour bien exprimer le caractère intermodal de son concept.
Ce moyen de transport conquiert rapidement le monde entier et les raisons de ce succès sont évidentes : la simplicité du système, son caractère multimodal, une bonne garantie contre les risques de vols ou d'avaries et la standardisation mondiale dont il fait l'objet. En 1961, l'ISO fixe les dimensions d'une série de conteneurs (la série 1, ISO 668) à 8 pieds de large sur 8 pieds de haut, et des multiples de 10 pieds de longueur. Les dimensions les plus fréquentes, 20 et 40 pieds s'imposent, le TEU (twenty foot equivalent unit) ou EVP (équivalent vingt pieds) est né.
En 1967, la Compagnie générale transatlantique met en service le Suffren et le Rochambeau. Les cales de ces cargos sont aménagées pour transporter des conteneurs. À partir de 1968 commence la mise en place des lignes de transport par conteneurs les plus importantes : c'est d'abord la ligne nord-atlantique entre la côte est des États-Unis et l'Europe, puis à partir d'octobre 1968 la ligne transpacifique entre le Japon et la côte ouest des États-Unis. C'est à ce moment que la compagnie Nippon Yusen Kaisha (NYK Line) met en service le premier porte-conteneurs jamais construit, le Hakone Maru. En 1969 se met en place la ligne Europe - Australie/Nouvelle-Zélande suivie fin 1971 de la ligne Europe - Extrême-Orient, puis en mai 1977 Europe - Afrique du Sud ainsi qu'Europe -Caraïbes/golfe du Mexique. En 1981, c'est au tour de l'itinéraire Afrique du Sud - Extrême-Orient (Safari service). Désormais les principales lignes de transport sont converties au conteneur.
Les premiers porte-conteneurs intégraux français sont armés en 1973 par la Compagnie des messageries maritimes : ce sont le Kangourou et le Korrigan. Ce dernier a une capacité de chargement de 3 000 EVP. Il est à l’époque le plus grand au monde. À partir de 1984, la compagnie Evergreen Marine de Taïwan crée le premier service « tour du monde » via le canal de Panama et celui de Suez avec respectivement douze navires dans chaque sens, mais cette desserte est abandonnée en 1999 car les lignes de type point A - point B sont plus efficaces. La même année, une tentative similaire de la compagnie United States Lines avec douze navires de la classe American New York échoue également après six mois, l'armateur ayant fait faillite. La ligne de porte-conteneurs la plus longue aujourd'hui est celle de la compagnie Maersk Sealand qui dessert sur quinze semaines la côte est des États-Unis, la Méditerranée, le canal de Suez, Singapour, Hong Kong, Taïwan, la côte ouest des États-Unis, puis retour par le Japon et les étapes précédentes.
Les conteneurs de 20 et 40 pieds de longueur, 8 pieds de largeur et 8 pieds de hauteur se sont imposés au niveau international. L'ancien format de 35 pieds introduit par Sealand a disparu, on trouve aujourd'hui de plus en plus de conteneurs de 40 et 45 pieds high cube (8 pieds 6 pouces de hauteur) ; à l'intérieur des États-Unis on trouve même des conteneurs de 53 pieds qu'autorise la longueur des châssis de remorque aux États-Unis (contrairement à l'Europe). Le conteneur est devenu aujourd'hui le mode de transport idéal pour le porte-à-porte.
Un modèle de très grand porte-conteneurs (15 000 EVP) nucléaire a été présenté en février 2025 par HD Korea Shipbuilding & Offshore Engineering (HD KSOE). Le réacteur à eau légère serait doté d'un blindage antiradiation recouvert d'inox marin. Plus petit que la motorisation Diesel nécessaire à un tel navire, il est présenté comme apportant un gain de place (dont en supprimant les systèmes d'échappement et les réservoirs de carburant). HD KSOE dit vouloir créer un modèle d'affaires avant 2030, pour contribuer à réduire les émissions de carbone du transport maritime (350 millions de t/an combustibles fossiles par an) pour des navires neutres et carbone vers 2050. Au lieu d'utiliser un cycle à vapeur traditionnel pour produire de l'électricité alimentant un moteur, ici le système exploiterait du dioxyde de carbone à l'état supercritique [c'est-à-dire maintenu au-delà de sa température (31,1 °C) et à pression critiques (73,8 bar)], comme fluide acidifiant, mais incombustible et stable, pour transporter et convertir, avec un meilleur rendement, la chaleur du réacteur en énergie mécanique. 

## Utilisation actuelle
Le développement du transport par conteneurs a suivi le développement du commerce intercontinental des produits manufacturés des trois dernières décennies, et plus récemment la très forte croissance chinoise. Ainsi le transport par conteneur connaît une croissance de 6 % par an depuis 2002.
En 2005, on estime qu'il y eut 116 millions de voyages de conteneurs dans le monde dont :
- près de 30 % dans la zone du Sud-Est asiatique (Chine, Japon, Corée, Singapour et Indonésie) ;
- 16 % entre l'Asie et la côte ouest américaine ;
- 12 % entre l'Asie et l'Europe ;
- 5 % entre l'Europe et l'Amérique du Nord.

Les porte-conteneurs utilisent des conteneurs de 20 pieds. Ce sont des conteneurs de taille standardisée, d'environ 6 mètres de long. Beaucoup transportent de plus en plus des conteneurs de 40 pieds, et peuvent souvent prendre des conteneurs high cube, d'une hauteur de 2,90 m au lieu de 2,57 m.
Les porte-conteneurs peuvent être de différentes tailles. Les plus petits, d'une longueur de l'ordre de la centaine de mètres, sont des navires de ravitaillement (feeder ships) : ils transportent une centaine d'équivalent vingt pieds le long des côtes et des estuaires.
La majorité des porte-conteneurs actuels transportent entre 500 et 3 000 conteneurs, pour une longueur comprise entre 100 et 200 m, et une vitesse de 15 à 23 nœuds : ce sont des navires avec une vitesse maximale relativement haute. Au milieu de l'année 2008, une crise a commencé : il y a un excédent de navires et de capacités de transport. Les frais de carburant sont élevés ; beaucoup d'armateurs décident de réduire la vitesse de leurs navires (slow steaming).
Les plus gros porte-conteneurs réalisent des liaisons commerciales entre différents continents voire des liaisons autour du monde. La capacité des plus gros porte-conteneurs a quasiment triplé depuis les années 2000. Au début des années 2000, celle-ci était d'environ 8 500 EVP ; puis à partir de 2006, des bateaux de 10 000 EVP sont apparus. Dénommés post-Panamax (c'est-à-dire qu'ils ne respectent pas la taille maximale pour le passage du canal de Panama); ils atteignent maintenant une longueur de 400 m, une largeur de 62 m, une vitesse maximale de 25 nœuds pour une puissance de 80 MW. Les plus gros porte-conteneurs au monde récemment construits sont par exemple l'OOCL Zeebruggee d’une capacité de  24 188 EVP ou le MSC Loreto (capacité 24 346 EVP). Ces navires ont une largeur leur permettant de recevoir 24 rangées de conteneurs. Ils sont capables de transporter en moyenne 24 conteneurs en hauteur et ont une longueur suffisante pour loger 24 baies pour des conteneurs de 40 pieds (soit 24 baies pour deux conteneurs de 20 pieds, ce qui représente un total de 48 conteneurs de 20 pieds pour la longueur).  

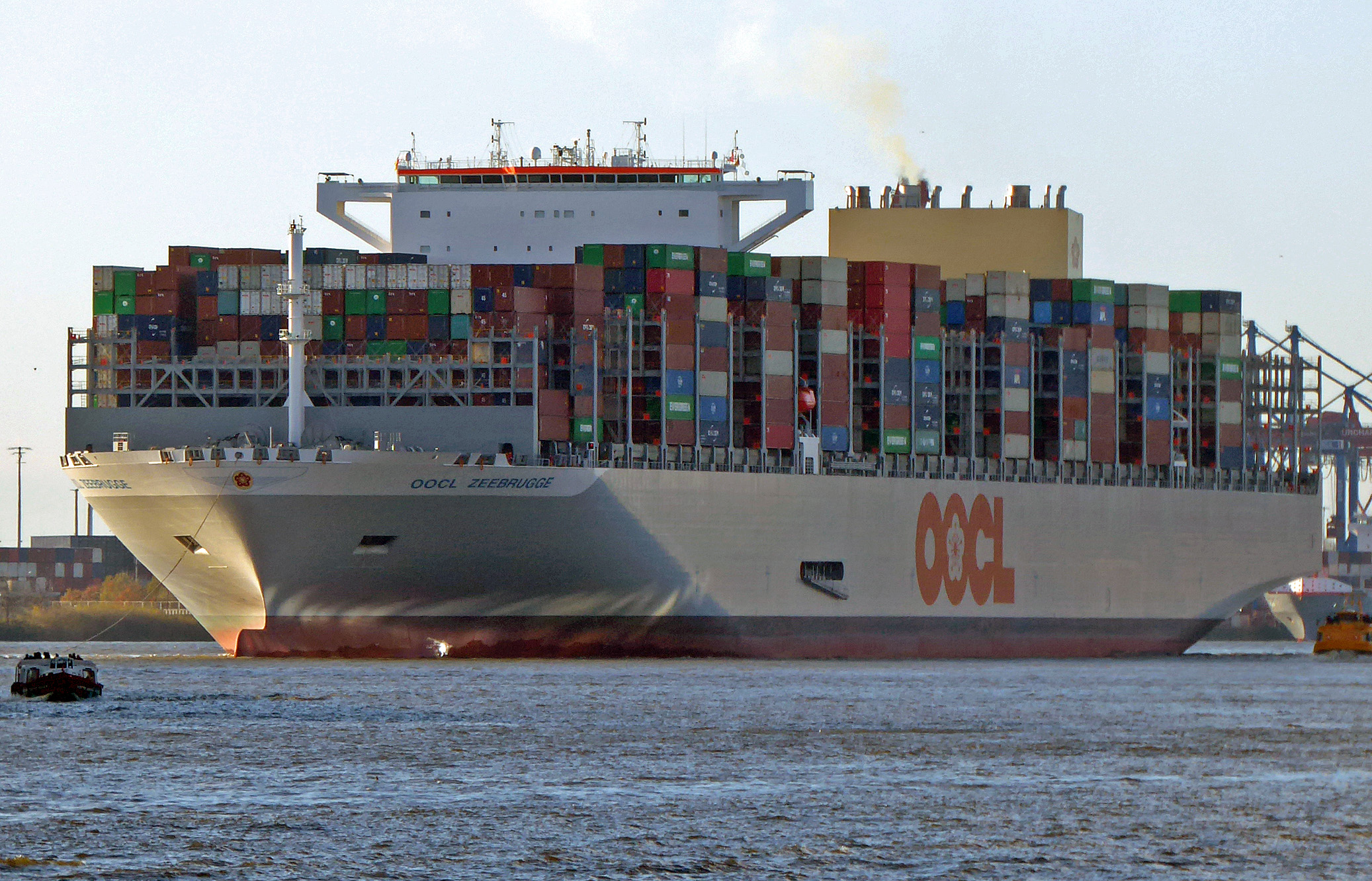
OOCL_Zeebrugge, l’un des plus grands porte-conteneurs naviguant à ce jour, 24188 EVP).

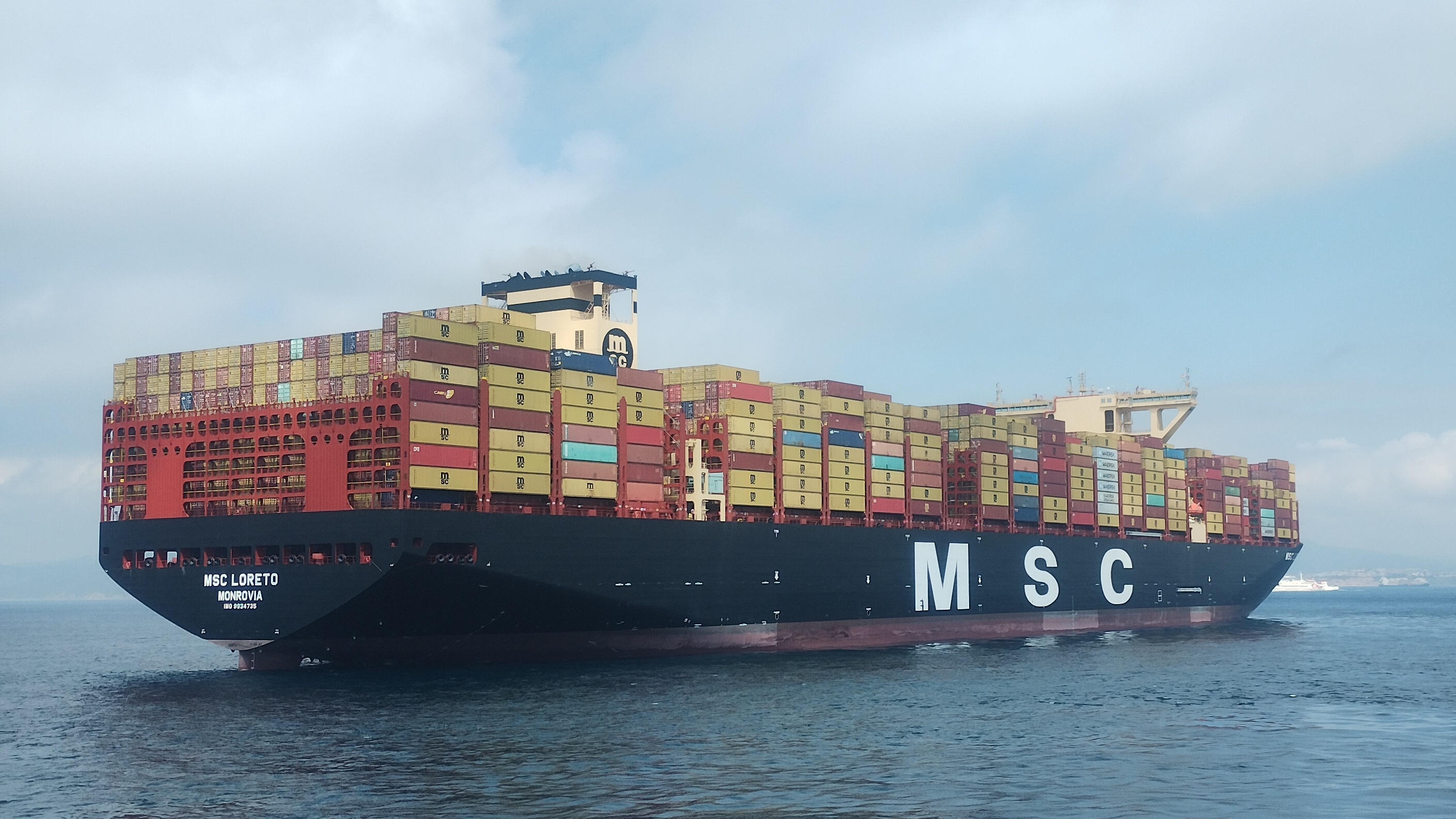
MSC Loreto, d’une capacité de 24346 EVP).

### Variantes
Derrière une apparence relativement simple (des boîtes empilées dans la coque), ces navires présentent une certaine diversité architecturale, et des problèmes spécifiques, en particulier pour les grands navires.
On distingue différents types de porte-conteneurs.
Les petits porte-conteneurs côtiersUn concept unique s'est imposé depuis les années 1990, avec une superstructure courte à l'arrière au-dessus de la salle des machines, une longue cale unique avec de multiples écoutilles pour plus de flexibilité, et des conteneurs sur ces écoutilles sur quatre à huit niveaux.
Les grands porte-conteneursAvec l'augmentation de la taille, une solution couramment choisie est de ne pas avoir de pont, les conteneurs étant entreposés du fond de la cale à ciel ouvert. La superstructure est souvent décalée aux ¾ arrière, où elle peut occuper une longueur minimum. Les conteneurs sont entreposés sur 15 à 20 niveaux. Ces navires possèdent une double coque, de deux mètres d'épaisseur.
Les navires post-PanamaxLa taille ne cesse d'augmenter mais reste limitée : la largeur est souvent imposée par les grues des ports, et le tirant d'eau par la profondeur des ports accessibles. Les plus grands résultent d'un compromis entre la vitesse (lignes fines et hydrodynamiques) et le nombre de conteneurs embarqués (demandant un plus grand volume).
Les navires multifonctionsIl est souvent souhaitable que des navires d'autres types (vraquiers, Ro-ros…) puissent emporter des conteneurs. Dans ce cas, les écoutilles sont renforcées ou agrandies, et des cellules-guides sont ajoutées ; l'avantage reste faible si le port est mal équipé pour décharger les deux types de cargo en même temps.

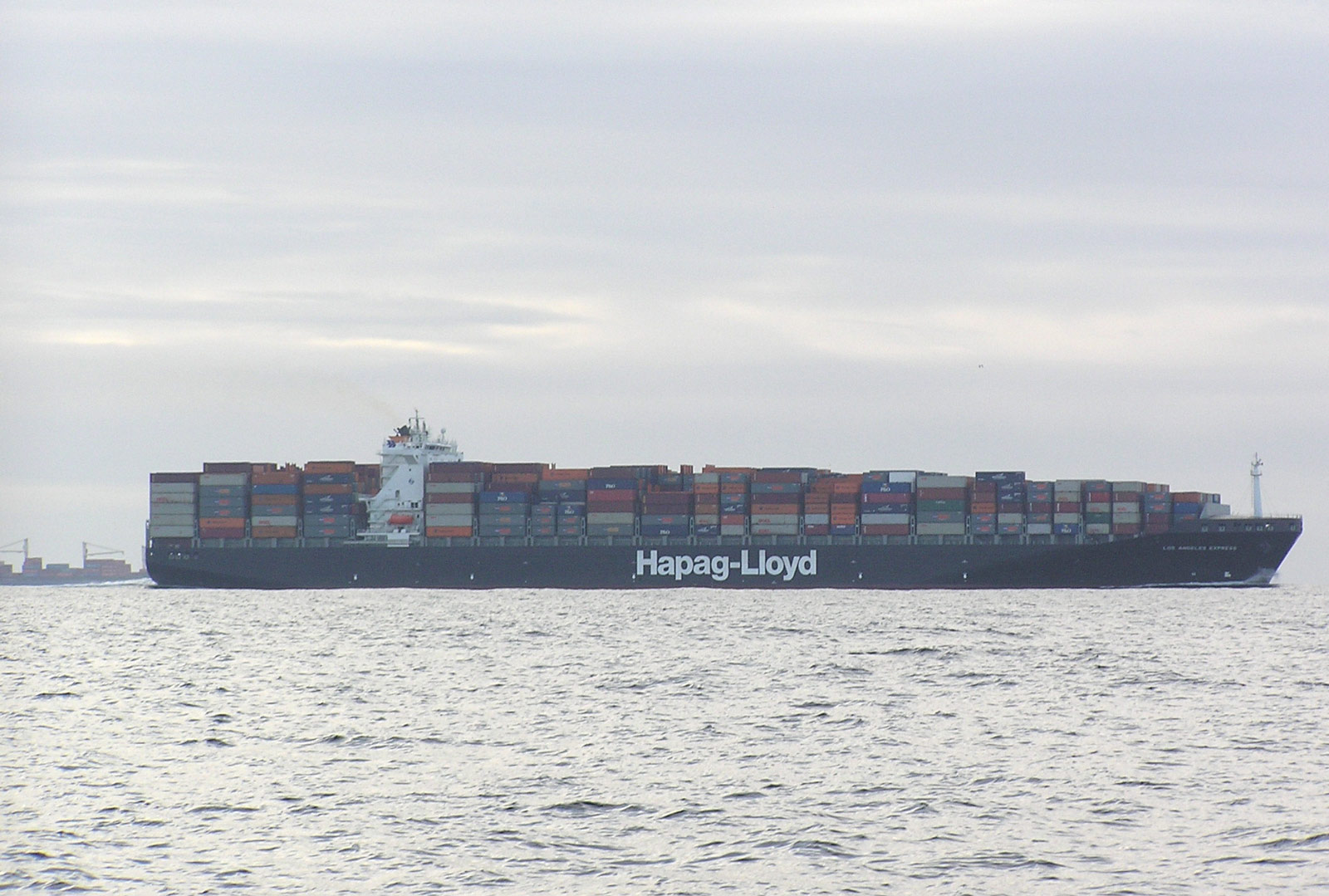
Le Los Angeles Express, un post-Panamax de 6 750 EVP.
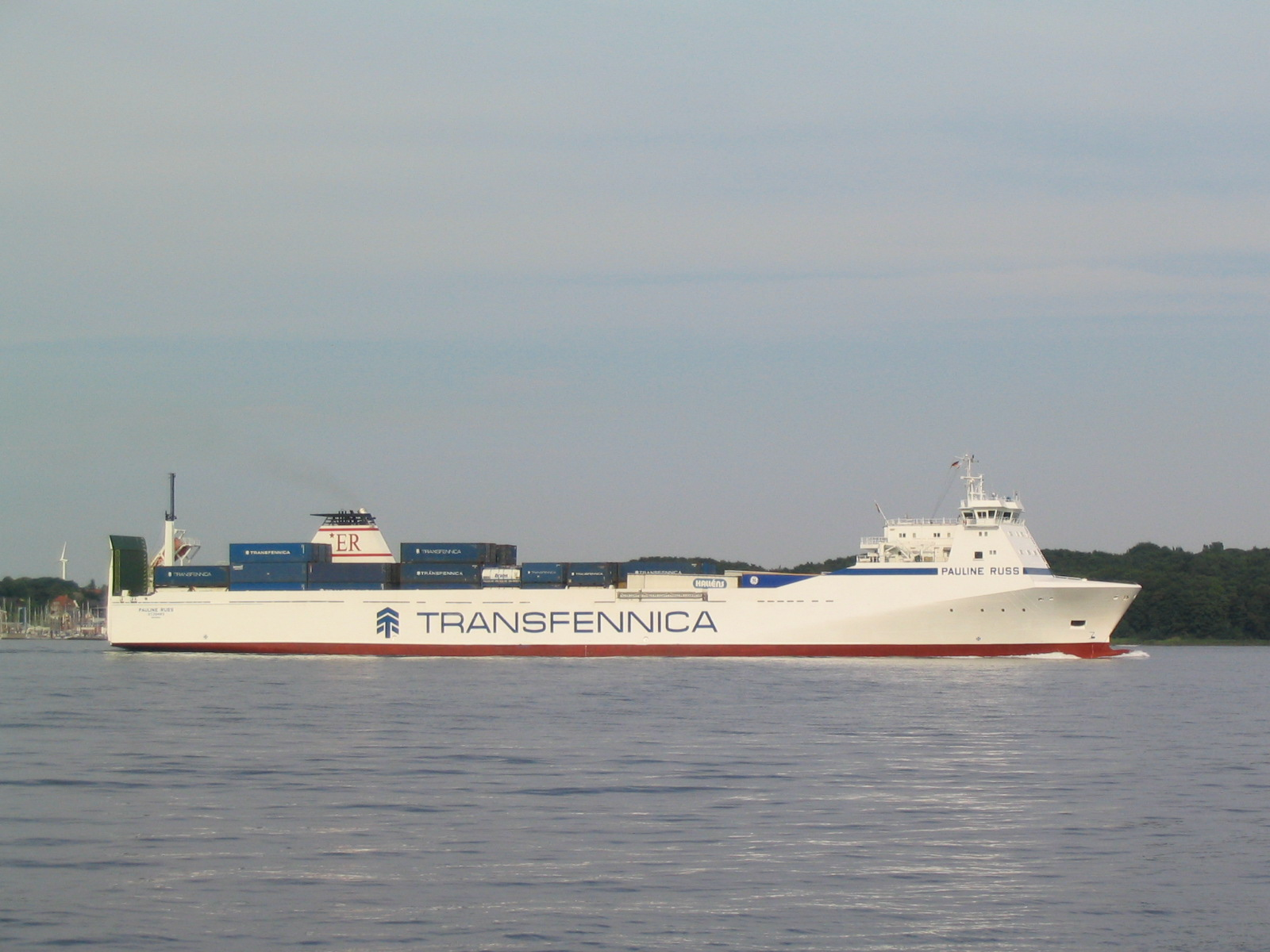
Le Pauline Russ, combiné roulier / porte-conteneurs.
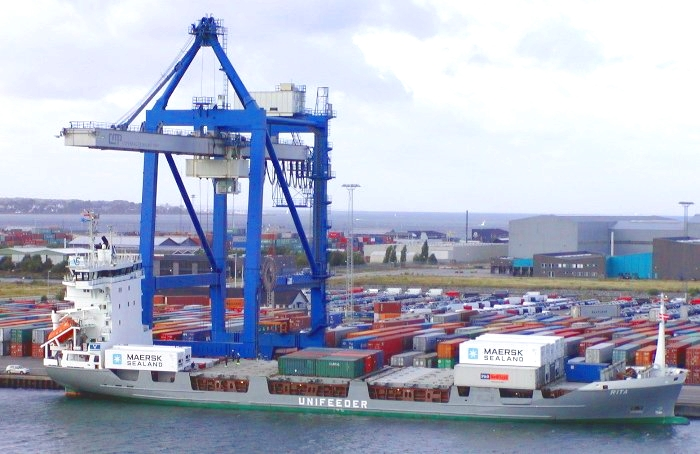
Rita, petit porte-conteneurs, à Copenhague.

## Opération

### Flotte mondiale
La flotte mondiale comprend 5 434 porte-conteneurs à la fin de l’année 2021. Elle était de 3 500 unités au début de l'année 2006. Sa capacité totale est de 25 millions d'EVP. La taille moyenne, en constante augmentation, se situe aux alentours de 4 600 EVP par porte-conteneurs.
| Pays                        | Navires | Port en lourd |
| --------------------------- | ------- | ------------- |
| Liberia                     | 878     | 49 046        |
| Panama                      | 643     | 42 513        |
| Hong-Kong                   | 558     | 39 458        |
| Singapour                   | 514     | 29 068        |
| Chine (autre que Hong-Kong) | 341     | 10 779        |
| Malte                       | 310     | 23 657        |
| Portugal                    | 267     | 11 189        |
| Îles Marshall               | 248     | 13 769        |
| Indonésie                   | 226     | 2 502         |
| Chypre                      | 182     | 4 909         |
| Danemark                    | 148     | 16 517        |
| Antigua-et-Barbuda          | 123     | 1 884         |
| Corée du Sud                | 91      | 2 766         |
| Allemagne                   | 77      | 6 526         |
| États-Unis                  | 60      | 2 955         |
| Royaume-Uni                 | 59      | 4 374         |
| Taïwan                      | 49      | 2 214         |
| Japon                       | 45      | 2 491         |
| Bahamas                     | 45      | 1 484         |
| Philippines                 | 44      | 310           |
| Turquie                     | 41      | 894           |
| Viet Nam                    | 41      | 456           |
| Pays-Bas                    | 40      | 398           |
| Iran                        | 31      | 1 751         |
| France                      | 29      | 3 121         |
| Malaisie                    | 28      | 372           |
| Thaïlande                   | 27      | 337           |
| Inde                        | 22      | 645           |
| Autres pays                 | 267     | 5 408         |
| Total mondial               | 5 434   | 281 784       |

### Armateurs: les alliances
En 1969, l'itinéraire Europe - Australie/Nouvelle-Zélande est ouvert au transport par conteneurs avec des navires de la deuxième génération (service ANZEC). Cette ligne est alors assurée conjointement par les armements Hapag-Lloyd (Allemagne), OCL (en) du Royaume-Uni (union de cinq gros armements britanniques), Associated Conteneur Transportation (ACT) du Royaume-Uni, Royal Nedlloyd des Pays-Bas, Australian National Line et Shipping Company de Nouvelle-Zélande.
La ligne la plus importante et générant le plus de trafic est la ligne Europe-Extrême-Orient. Elle a été « conteneurisée » en 1968 par les grands armements.
- En 1971 la première grande alliance, le service Trio, est créée par des armements de trois pays. C'est sur cette ligne que les porte-conteneurs les plus grands et les plus rapides, de la troisième génération, sont déployés entre novembre 1971 et juillet 1973. Ce service est créé par les armements NYK/Japon (3 puis, à partir de 1976, 4 navires), Mitsui-OSK au Japon (2, puis à partir de 1977, 3 navires), Hapag-Lloyd/Allemagne (4, puis à partir de 1981, 5 navires), OCL/Royaume-Uni (5, puis à partir 1989, 7 navires) qui a été reprise par la suite par P&O et Ben Line-Ellerman du Royaume-Uni (3 navires). Le service Trio est dissous début 1991, bien que Hapag-Lloyd et NYK continuent aujourd'hui encore à travailler ensemble ainsi qu'avec d'autres d'armements.
- Le deuxième groupement est le Scandutch créé par les armements W. Wilhelmsen de Norvège, East Asiatic Company (EAC) du Danemark, Brostroem de Suède et Royal Nedlloyd des Pays-Bas. L'armement français CGM est entré dans le groupement en 1973 ainsi que la Malasyan Intern. Shipping Company. Cette alliance est également dissoute en 1991.
- La troisième alliance, le service ACE (Asian Container Europe), est créée en 1975. Elle regroupe les armements K-Line du Japon, Orient Overseas Container Line (OOCL) de Hong Kong, Neptune Orient Lines (NOL) de Singapour et la Compagnie maritime belge (CMB) de Belgique.
- Entre 1991 et 1996 une alliance est créée entre Maersk-Line et P&O.
- Le service BEN EAC n'a existé qu'entre 1991 et 1993. Il réunissait trois armements scandinaves ainsi que la Ben Line et Ellermann. Le service BEN EAC a été repris complètement en 1993 par l'armement Maersk-Line.
- À partir de 1996, le numéro un de l'armement mondial Maersk passa un accord avec l'Américain Sealand. La synergie est si forte que Maersk a aujourd'hui pratiquement complètement repris l'armement américain.
- De 1996 à 2001 fut créée la Grand Alliance qui unissait les armements Hapag-Lloyd, NYK, NOL et P&O. Royal Nedlloyd y a adhéré en 1997 après sa fusion avec P&O.
- À partir de 1977, l'itinéraire Afrique du Sud s'est ouvert au transport par conteneurs ; le service SAECS est alors fondé par les armements allemands Africa Linien, Hbg., Compagnie maritime belge, Royal Nedlloyd, Overseas Container Line (plus tard P&O) et Safmarine (Afrique du Sud). La ligne est desservie par neuf porte-conteneurs modernes de 2 400 EVP dotés de moteurs Diesel à deux temps. Ce service était toujours en place en janvier 2006 avec les armements Maersk-Sealand, Safmarine, P&O Nedlloyd, CMA-CGM et Deutsche Afrika Linie. Mitsui-OSK Lines devant s'intégrer à partir de février 2006 à ce service.
- Début 2012, un nouveau regroupement baptisé Alliance G6 est signé pour les lignes entre l'Europe et l'Asie par les compagnies NYK, MOL, Hyundai Merchant Marine, APL, Hapag-Lloyd et OOCL[4].
- Début 2023, les deux compagnies Maersk et MSC annoncent qu'ils ne prolongeront pas 2M Alliance et qu'elle prendra fin début 2025 [5].

Graphique des différentes alliances entre les compagnies de transport maritime de conteneurs.

Les alliances actuelles sont :
- 2M Alliance regroupe Maersk et MSC[6] (27.6 % de volume du marché au 1er juin 2018).
- Ocean Alliance regroupe CMA CGM, Cosco, OOCL et Evergreen. Cette alliance initialement conclue pour cinq ans a été prolongée jusqu'en 2027. La signature entre les membres de leur coopération dans le cadre de cette alliance franco-asiatique s'est tenue à Hainan, en Chine[7] (25 % de volume du marché au 1er juin 2018).
- THE Alliance regroupe Hapag-Lloyd, ONE, Yang Ming et Hyundai (depuis 2020)[8] (14.6 % de volume du marché au 1er juin 2018).

Les grands armements travaillent de manière autonome sur le plan mondial.

### Exemple de cout unitaire du transport
| Le graphique qui aurait dû être présenté ici ne peut pas être affiché car il utilise l'ancienne extension Graph, désactivée pour des questions de sécurité. Des indications pour créer un nouveau graphique avec la nouvelle extension Chart sont disponibles ici . |
| Source : Conférence des Nations unies sur le commerce et le développement.(2020 : 4 1er mois) |

## Les principaux armements de porte-conteneurs
Les principaux armements étaient en 2012, :
1. Maersk (avec Safmarine) (Danemark) : 605 navires d'une capacité de 2 584 000 EVP (16 % de parts de marché) ;
2. MSC (Suisse) : 455 navires d'une capacité de 2 229 000 EVP (12 % de parts de marché) ;
3. CMA-CGM (France) : 408 navires avec une capacité de 1 384 000 EVP (8 % de parts de marché) ;
4. Evergreen Marine (Taïwan) : 182 navires avec une capacité de 723 000 EVP ;
5. China Ocean Shipping Company (COSCO, Chine) : 162 navires avec une capacité de 717 000 EVP ;
6. Hapag-Lloyd (Allemagne) : 139 navires avec une capacité de 632 000 EVP ;
7. Neptune Orient Lines (avec American President Lines) (Singapour) : 126 navires avec une capacité de 576 000 EVP ;
8. Hanjin (Corée) : 110 navires avec une capacité de 574 000 EVP ;
9. China Shipping Container Lines (CSCL, Chine) : 111 navires avec une capacité de 290 089 EVP ;
10. Mitsui O.S.K. Lines (Japon) : 110 navires avec une capacité de 506 000 EVP.

Depuis cette date:
1. Les autorités chinoises acceptent la fusion entre Cosco et China Shipping Group sous le nom de Cosco en décembre 2015[12],[13].
2. Le 9 juin 2016, CMA CGM annonce le rachat des actions (NOL) Neptune Orient Lines de Singapour du groupe Temasek.
3. Le 28 juin 2016, CMA CGM a annoncé qu'elle procéderait à la radiation de NOL après le franchissement du seuil de participation de 90% dans la société. NOL a par la suite été radiée de la cote le 5 septembre 2016.
4. En juin 2016, Hapag-Lloyd annonce l'acquisition par échange d'action d'UASC (United Arab Shipping Company), créant un nouvel ensemble ayant un chiffre d'affaires d'environ sept à huit milliards d'euros, qui sera possédé à 72 % par les actionnaires de Hapag-Lloyd.
5. Le 31 août 2016, Hanjin Shipping a déposé le bilan. Les créanciers de Hanjin Shipping ont retiré leur soutien après avoir jugé un plan de financement de la société mère Hanjin inadéquat.
6. En juillet 2017, Cosco annonce l'acquisition de OOCL (Orient Overseas Container Line) pour 6,3 milliards de dollars, lui permettant de devenir le 3e armateur mondial de porte-conteneur.
7. le 7 juillet 2017 est créé la compagnie ONE (Ocean Network Express), fusion des activités des trois principales compagnies japonaises de transports de conteneurs NYK (Nippon Yusen Kaisha)), MOL (Mitsui O.S.K. Lines) et K Line (Kawasaki Kisen Kaisha)
8. En novembre 2017, Hapag-Lloyd achève l'acquisition de la compagnie UASC (United Arab Shipping Company).
9. En decembre 2017, Maersk achève l'acquisition de la compagnie Hamburg Süd[14].
10. En juillet 2018, l'achat de OOCL par COSCO est finalisé, permettant à COSCO de ravir la troisième place à la CMA-CGM. Cependant, OOCL continuera de fonctionner de manière indépendante[15]. Ce dépassement sera de courte durée, CMA-GCM réussissant à reprendre sa place de troisième.
11. Le 5 janvier 2022, MSC a ravi à Maersk la place de numéro un mondial, chacun d'eux détenant 17 % de la capacité de transport mondial de conteneurs[16].
12. En 2022, Wan Hai Lines (Taïwan) a abandonné sa place de numéro 10 au profit de ZIM (Israël).

Les principaux armements sont au 16 novembre 2023.
1. MSC (Suisse) : 794 navires d'une capacité de 5 510 666 EVP (19,7 % de parts de marché) ;
2. Maersk (Danemark) : 683 navires d'une capacité de 4 150 595 EVP (14.8 % de parts de marché) ;
3. CMA-CGM (France) : 615 navires avec une capacité de 3 506 866 EVP (12,5 % de parts de marché) ;
4. China Ocean Shipping Company (COSCO, Chine) : 488 navires avec une capacité de 3 039 776 EVP (10,9 % de parts de marché) ;
5. Hapag-Lloyd (Allemagne) : 267 navires avec une capacité de 1 969 712 EVP (7,0 % de parts de marché) ;
6. Ocean Network Express (ONE, Japon) : 227 navires avec une capacité de 1 714 445 EVP (6,1 % de parts de marché) ;
7. Evergreen Marine (Taïwan) : 210 navires avec une capacité de 1 642 979 EVP (5,9 % de parts de marché) ;
8. Hyundai Merchant Marine, (HMM), Corée du Sud : 70 navires avec une capacité de 783 732 EVP (2,8 % de parts de marché) ;
9. Yang Ming (Taïwan) : 94 navires avec une capacité de 707 423 EVP (2,5 % de parts de marché) ;
10. ZIM (Israël) : 124 navires avec une capacité de 584 263 EVP (2,1 % de parts de marché).

### Constructeurs
Parmi les constructeurs actuels de grands porte-conteneurs, on trouve les chantiers :
- China State Shipbuilding Corporation (CSSC), compagnie qui a fusionné avec China Shipbuilding Industry Corporation (CSIC) en 2019, Chine.
- Mitsubishi Heavy Industries, Japon.
- Hyundai Heavy Industries, Corée du Sud, associé a Daewoo Shipbuilding & Marine Engineering.
- Nihon Shipyard, coentreprise formée en janvier 2021 par Imabari Shipbuilding et Japan Marine United, elle-même née de la fusion en 2013 de Universal Shipbuilding Corp et de IHI Corporation, Japon.

## Architecture

### Problèmes architecturaux

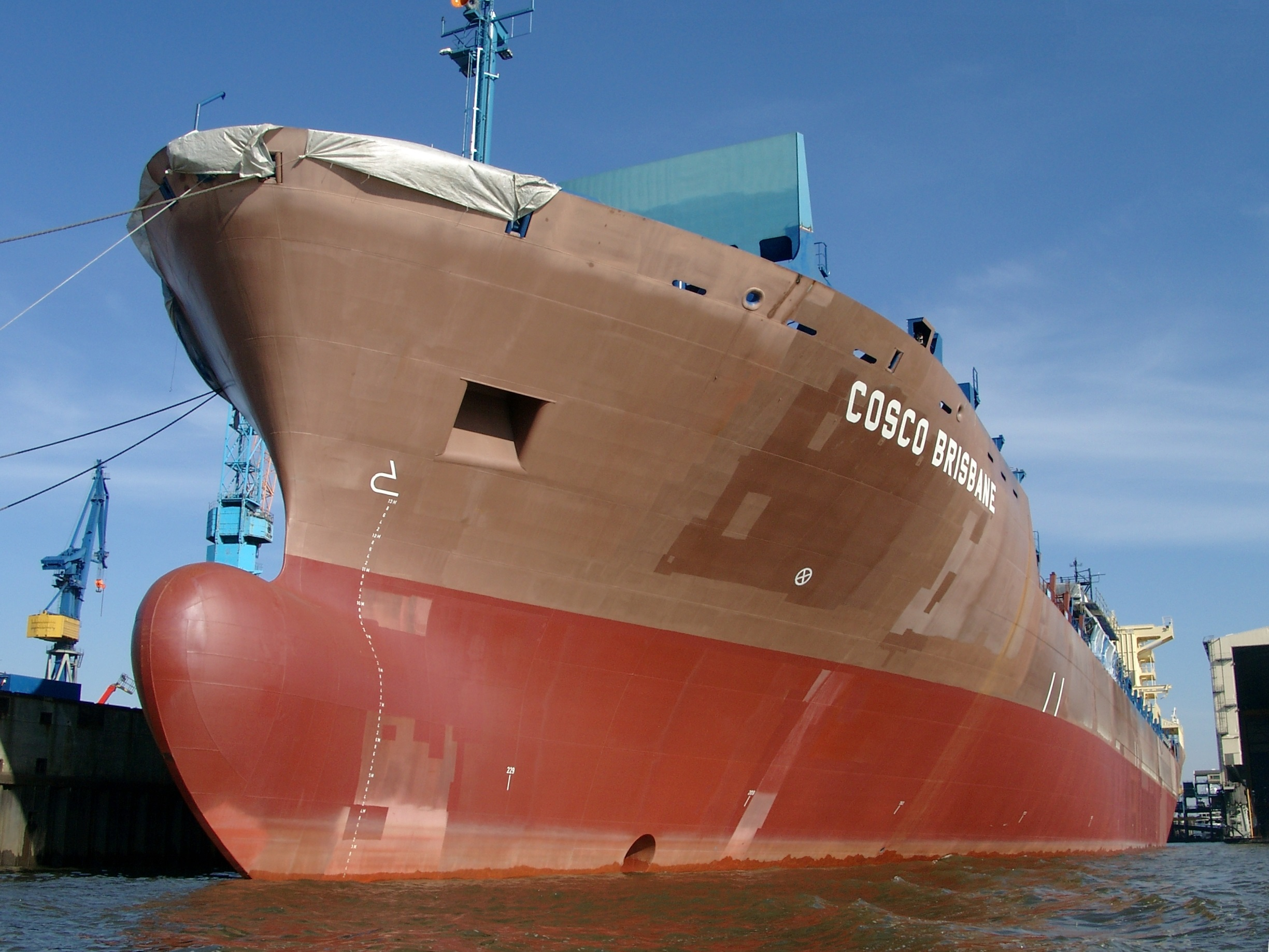
Vue d'une étrave typique, ici celle du Cosco Brisbane, en chantier à Hambourg.

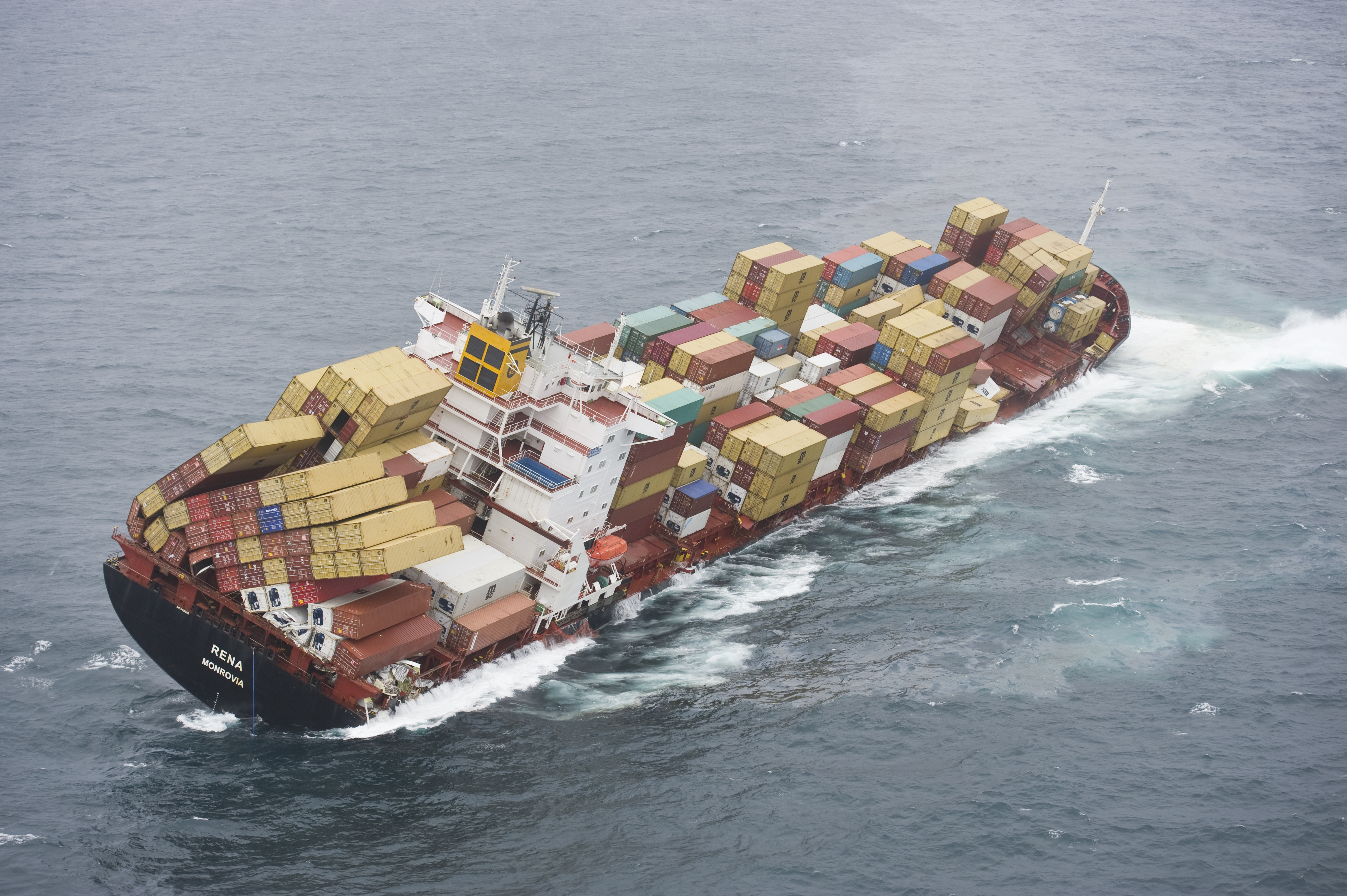
Le stockage des cargaisons très en hauteur les rend vulnérables en cas de tempête, d'incendie ou d'accident. Les conteneurs tombés à l'eau peuvent être source de problèmes de pollution marine ou de sécurité maritime. Ici, l'arrimage des caisses les unes aux autres a provisoirement limité les dégâts, mais certaines se sont écrasées.

Un des principaux problèmes des porte-conteneurs est leur stabilité, puisque la cargaison est stockée parfois très haut. Pour contrebalancer le poids en hauteur, le double fond est souvent rempli d'eau de mer de ballast.
Sur les grands navires, des problèmes structurels surviennent, dus à la grande longueur. La plupart des porte-conteneurs possédant une hélice unique, la torsion génère de grandes contraintes sur le quart avant. À l'arrière, les fonds plats dans le voisinage de l'hélice doivent être renforcés pour éviter d'entrer en résonance avec les premiers harmoniques de l'hélice.
Un problème typique de ces navires est le roulis rythmique, se manifestant par un roulis de courte période et de grande amplitude, par mer venant de l'avant. Il survient quand la période de roulis du navire est de l'ordre de la période des vagues, les formes évasées de la proue générant de grands moments de redressement. Les mouvements de roulis et de tangage deviennent couplés, générant de grandes accélérations verticales et transversales. À l'heure actuelle, les seuls véritables remèdes sont des renforts structurels sur la proue et au niveau des écoutilles.

### Équipement

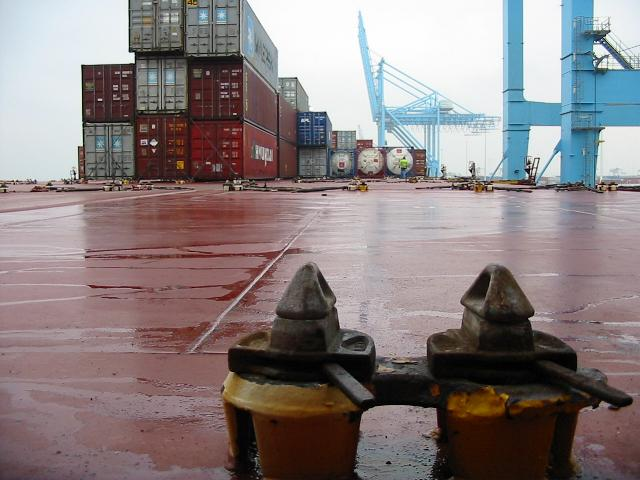
En pontée, les conteneurs sont gerbés (piles jusqu'à huit plans, soit près de 20 m de haut) sur les panneaux de cale et doivent être solidarisés les uns aux autres et avec le pont : c’est l'opération de saisissage qui fait appel à des verrous quart de tour semi-automatiques (au premier plan) ou automatiques, et à des saisines (barres de saisissage associées à des ridoirs, à l'arrière-plan).

Pour le stockage des conteneurs, de nombreux navires utilisent les cellules-guides qui permettent au conteneur de venir aisément à la bonne place lors du chargement, et de le maintenir en place une fois en mer. Il existe souvent des endroits spécifiques pour les conteneurs réfrigérés et les conteneurs dangereux.
Pour le chargement et le déchargement, les petits navires disposent souvent soit de multiples grues classiques, soit d'un ou deux portiques. Les plus grands navires sont en général dépourvus de grues afin de maximiser l'espace de pont disponible, et ont alors besoin des grues du port.

### Machinerie
L'immense majorité des porte-conteneurs est équipée d'un moteur Diesel à deux temps entraînant une hélice à pas fixe unique. La salle des machines est située aux trois quarts arrières sur la majorité d'entre eux. Sur les navires de plus grande taille, afin de respecter la visibilité réglementaire, les emménagements sont situés aux trois quarts avant. Sur les navires plus petits, des moteurs à quatre temps et, parfois, une double hélice, peuvent être employés. La salle des machines est alors à l'arrière.
La production d'électricité est assurée par des générateurs Diesel.

### Moteur et propulsion
Les porte-conteneurs de première et deuxième générations avaient des propulsions à un seul arbre d'hélice.

Les navires de la troisième génération (construits entre 1971 et 1981) étaient conçus initialement pour naviguer à des vitesses de 27 à 28 nœuds. Pour y parvenir, des propulsions à deux voire trois arbres d'hélices (Diesel ou turbines) étaient nécessaires. Le premier super-Panamax à arbre d'hélice unique fut commandé en 1980, lorsque les premiers moteurs diesel de 50 000 ch furent disponibles, permettant ainsi d'éviter la présence de plusieurs moteurs, solution plus coûteuse.
À partir de la fin des années 1970, presque tous les porte-conteneurs motorisés par des turbines ont été rééquipés en Diesel, conséquence d'un prix de pétrole élevé et de la renonciation aux vitesses très élevées de 28 nœuds. Les commandes de navires à deux arbres hélices ont à cette époque été converties en navires à un seul arbre, comme les quatre navires d'Hapag-Lloyd de la série Hamburg Express. La vitesse moyenne de presque tous les grands conteneurs s'est alors fixée à 24 nœuds, contre environ 25 nœuds aujourd'hui.
Les moteurs Diesel les plus utilisés sont des 12 cylindres à deux temps de type Man-B&W 12K98ME/MC développant 94 000 ch à 94-104 tr/min et de type Waertsilae-Sulzer 12RT-flex96C common rail développant 93 400 ch à 100 tr/min.
Les deux fabricants offrent aussi ces moteurs dans une version 14 cylindres, Man-B&W disposant du moteur Diesel K108ME de 12 ou 14 cylindres de 108 cm de diamètre.
Les armateurs sont intéressés par les plus grands porte-conteneurs 12 000 à 18 000 EVP si leur exploitation est source d'économie. On peut augmenter la puissance ou réduire la vitesse :
- Si l'on veut conserver une vitesse de 25 nœuds avec un tel tonnage, il est nécessaire de remplacer le moteur Diesel à 12 cylindres en ligne fournissant donc 90 000 à 93 000 ch par un moteur à 14 cylindres. De tels moteurs, fournissant environ 117 000 ch, ont déjà été mis au point par Man-B&W et Sulzer et leur construction est possible. Le problème est l'hélice qui doit mesurer entre 11 et 11,5 mètres de diamètre et peser environ 120 tonnes, pour transmettre la puissance accrue du moteur tout en maintenant le même régime du moteur (de 94 à 104 tr/min). Avec une taille d'hélice de 10 mètres, on est aujourd'hui à la limite de ce qui est envisageable. L'alternative serait un navire à deux arbres avec deux moteurs Diesel. Tous les armements ont jusqu'à présent repoussé cette solution parce qu'elle générerait des coûts accrus, le groupe moto-propulseur étant aujourd'hui la partie la plus coûteuse du navire.
- Une autre tendance se dégage pour le futur des porte-conteneurs, le carburant entrant pour un tiers à la moitié dans les coûts d'exploitation et son prix sujet à variation, la vitesse n'étant plus la priorité ; le slow steaming, en faisant passer la vitesse de 24 à 18 nœuds (voire moins), permet de réduire la consommation du bâtiment par deux ; l'avantage est également de conserver les motorisations de l'ancienne génération pour des navires allant jusqu'à 18 000 EVP[20].

Des projets de porte-containers à propulsion nucléaire existent (voir la section "Histoire" du présent article).

### Panneaux de cales
Au début des années 1990, les six navires de type Nedlloyd Europa (Panamax) de l'armateur Nedlloyd (plus tard Royal P&O Nedlloyd) ont été construits avec un pont ouvert. Les cales étaient dépourvues de panneaux (hormis les deux premières cales derrière le brise-lames) ce qui permettait de réduire le temps de chargement et de déchargement et de faire l'économie du poids des panneaux de cale. Cette architecture nécessite une étrave conçue pour faire face aux vagues élevées et un système d'épuisement adapté. Cette solution n’a pas été poursuivie et les navires actuels sont tous dotés de panneaux de cale.
L’augmentation des dimensions des plus grands de ces navires a fait croître le nombre de conteneurs empilés verticalement. Or ces boites ont une limite de résistance à l’écrasement et on ne peut pas les gerber à l’infini. La résistance minimum à l’écrasement d’un conteneur a été fixée à 192 tonnes par la norme ISO 1496-1 (c'est-à-dire huit conteneurs de 24 tonnes gerbés au-dessus d’un neuvième). Sur les navires géants tels que ceux de la série CMA CGM Megamax-24, il peut y avoir jusqu’à 12 conteneurs en cale et 13 en pontée. Les conteneurs au-dessus du pont reposent sur les panneaux de cale et non sur les conteneurs à l’intérieur du navire. Ce sont donc les panneaux de pont qui supportent la masse des conteneurs posés dessus, ce qui impose des panneaux particulièrement résistants.
Les cales étant fermées, les nouveaux navires sont souvent équipés de ventilation associée à des détecteurs de CO2 pour y assurer la sécurité.

### Superstructures
Jusqu’à l’année 2006, les portes conteneurs ont leur unique château situé aux ¾ arrière. C’est à cette date qu’un bond important a été réalisé dans les dimensions des plus grands de ces bateaux. Le navire  Emma Mærsk , affichant 15 550 EVP, succède au Cosco Guangzhou d’une capacité de "seulement" 9 449 EVP. Le gigantisme de ce navire a imposé de rapprocher le château de l’avant pour le situer aux ⅔ de façon à avoir une meilleure visibilité depuis la passerelle.
En 2012, le navire  CMA CGM Marco Polo   de 16 020 EVP affiche une importante modification dans ses superstructures. Il ne possède plus un seul château, mais deux. La passerelle et toute la zone de vie se trouvent maintenant situées proches du premier tiers avant alors que le bloc de cheminées retrouve sa place aux ¾ arrière.
Depuis, les plus gros de ces navires qui offrent 24 baies de 40 pieds dans le sens de la longueur ont une répartition qui varie peu ; entre 5 et 8 baies devant le château avant, de 11 à 15 baies intermédiaires et 4 ou 5 baies en arrière du bloc de cheminées.

### Pollution
Le fioul lourd (« heavy fuel-oil », HFO) utilisé par les porte-conteneurs est moins cher mais beaucoup plus polluant que celui des bateaux de pêche ou des camions sur les routes. « Ce produit très visqueux, abondant, résidu du processus de raffinage et chargé d'impuretés (métaux, sable, molécules toxiques...), représente encore plus de 75 % des carburants maritimes du monde, selon le Lloyd's Register. [...] Pour plusieurs associations, la pollution atmosphérique engendrée par le transport maritime est responsable de sévères pathologies respiratoires, dont des cancers, y compris chez les non-fumeurs. Oxydes d'azote (NOx), oxydes de soufre (SOx) - un polluant qui accroît l'acidité des océans et la pollution à l'ozone -, particules ultra-fines, les plus dangereuses pour la santé : le cocktail craché par les navires est explosif », rapporte le journaliste Denis Fainsilber. Selon un expert allemand reconnu, Axel Friedrich, un gros porte-conteneurs dégage autant de particules fines que 1 million de voitures. Marseille est un bel exemple de ce problème en Méditerranée, « on estime que 10 à 20 % des particules en suspension de la ville viennent du maritime », selon Dominique Robin, directeur d'Air Paca. De l'avis même des armateurs, le passage à des motorisations au GNL (gaz naturel liquéfié) serait la meilleure solution, dans les ports comme en pleine mer, « elle réduit de 85 % les oxydes d'azote, évite les émissions d'oxyde de soufre et l'essentiel des particules fines (95 % de moins que le fioul lourd). »

### Lutte contre la pollution
Il est difficile de lutter contre la pollution des navires car le problème est mondial et implique beaucoup de pays et de compagnies. Néanmoins, des actions non négligeables sont en cours dans ce sens.

#### Cargos à voile
De multiples expériences de porte-conteneurs à voile se mettent en place, avec des performances intéressantes, promettant 90% à 97% de réduction des GES, avec des vitesses de livraison comparables à celles de porte-conteneurs classiques, et des capacités importantes.

#### Lutte contre la pollution de l'air
Au niveau international, des zones d’émission contrôlée ont été créées à l’intérieur desquelles les utilisations des combustibles sont beaucoup plus contraignantes. En Europe, on trouve la zone mer du Nord / Manche.
La limite maximum de teneur en soufre du fioul y est de 0,1 % massique depuis le 1er janvier 2012.
A l’extérieur de ces zones, la limite maximum de teneur en soufre du fioul était de 4,5 % massique avant le 1er janvier 2012. Elle a été abaissée à 3,5 % à cette date. Elle est maintenant limitée à 0,5 % depuis le 1er janvier 2020,.
Des actions sont également entreprises au niveau des navires.
La solution la moins compliquée à mettre en œuvre consiste à laver les fumées.
Evergreen a passé commande pour une série de onze porte-conteneurs de plus de 20 000 EVP, les quatre derniers (Ever Glory intégré le 11 mai 2019, Ever Govern baptisé en juillet 2019, Ever Globe, en septembre 2019 et Ever Greet en octobre 2019) ont été construits avec un tel système installé à côté du moteur. Cette solution empiète sur les capacités de chargement et réduit celles-ci de 144 EVP.
Hapag-Lloyd a fait procéder à la modification de son navre Ulsan Express pour y intégrer une installation du même type mais sur le pont, à côté de la cheminée.
Une solution plus radicale consiste à passer du fioul lourd au GNL.
CMA CGM a passé fin 2017 une commande de quatre petits porte-conteneurs fonctionnant au GNL. Le premier de ceux-ci, le Containerships Nord est entré en service en décembre 2018. Il ne rejette aucune émissions de soufre.
Cette même compagnie a passé en septembre 2017 une commande pour une série de neuf maxi porte-conteneurs d'une capacité de 23 112 EVP fonctionnant également au GNL. L'ainé, le CMA CGM Jacques Saadé a été mis à l'eau le 25 septembre 2019 et a commencé sa navigation commerciale en septembre 2020. Le dernier, le CMA CGM Sorbonne a reçu son certificat de navigabilité le 7 juillet 2021.

#### Lutte contre la pollution de l'eau
Les grands navires, en particulier les porte-conteneurs, sont contraints d'ajuster leur volume d'eau de ballast pour des problèmes de stabilité. Purger ces eaux provoquait la dispersion de micro-organismes dans un écosystème qui n'est pas toujours celui d'origine. Cela avait pour conséquence d'introduire de nouvelles espèces aquatiques envahissantes sur le lieu du déballastage. Pour lutter contre cette pollution, de nombreux états ont signé la Convention pour la gestion des eaux de ballast lors de la conférence organisée par l'Organisation maritime internationale.
Pour les navires construits après le 8 septembre 2017, cette convention impose la norme D-2 : un traitement avant rejet des eaux de ballast. Pour les navires d'avant cette date, la norme D-1 impose de déballaster à plus de 200 milles marins de la terre la plus proche et à une profondeur d'au moins 200 mètres. À terme, tous les navires devront satisfaire la norme D-2.

## Exemples de navires

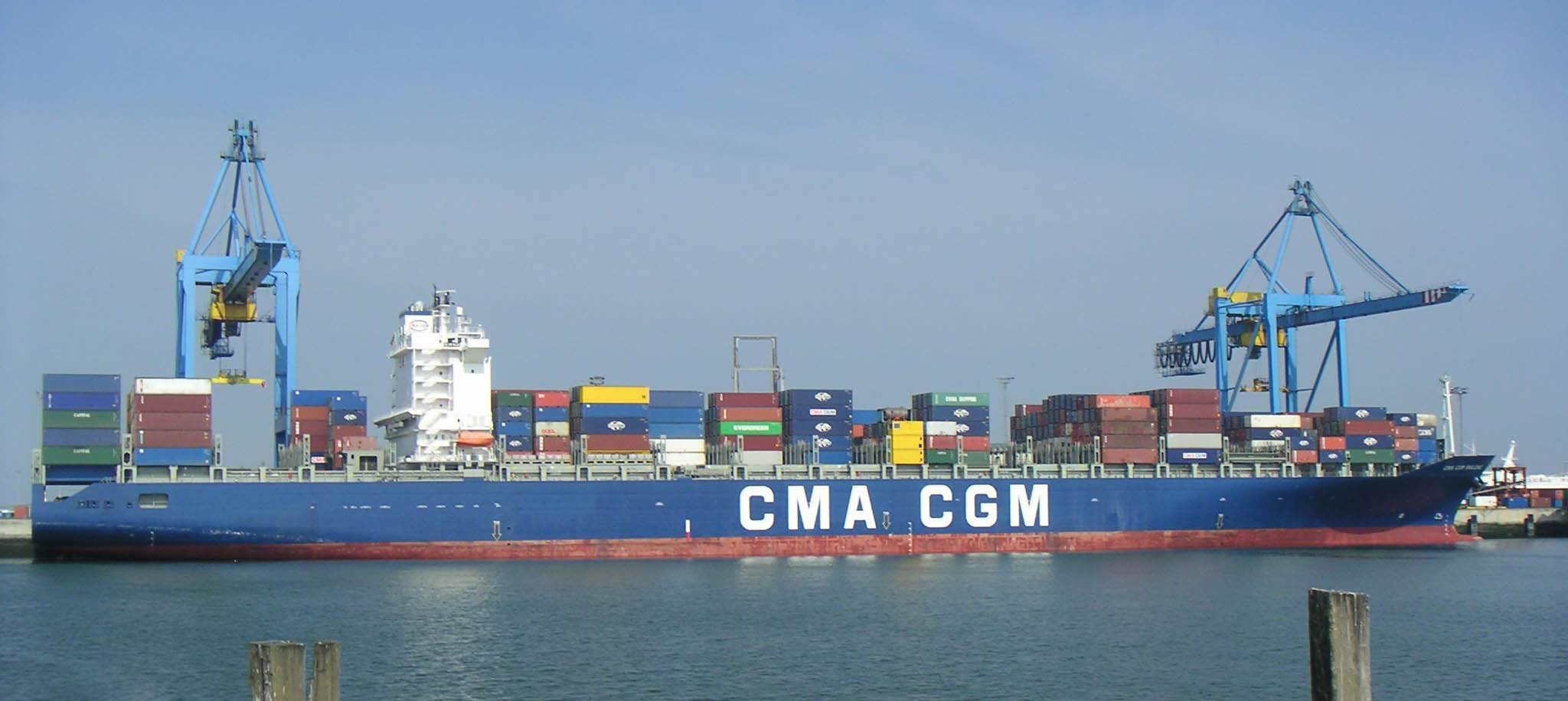
Le CMA CGM Balzac à Zeebrugge en Belgique

- Emma Mærsk
- Atlantic Champagne
- Colombo Express
- CMA CGM Otello
- Ever Given